# Nebulosa da Alma
A Nebulosa da Alma (Westerhout 5, Sharpless 2-199 ou LBN 667) é uma nebulosa de emissão na constelação de Cassiopéia. Vários pequenos aglomerados abertos são incorporados nessa nebulosa: CR 34, 632, e 634, e IC1848. Ela está a cerca de 7500 anos-luz da Terra. 
Este complexo é o vizinho do leste de IC1805 (Nebulosa do Coração) e as duas são frequentemente mencionadas como o "coração e alma".

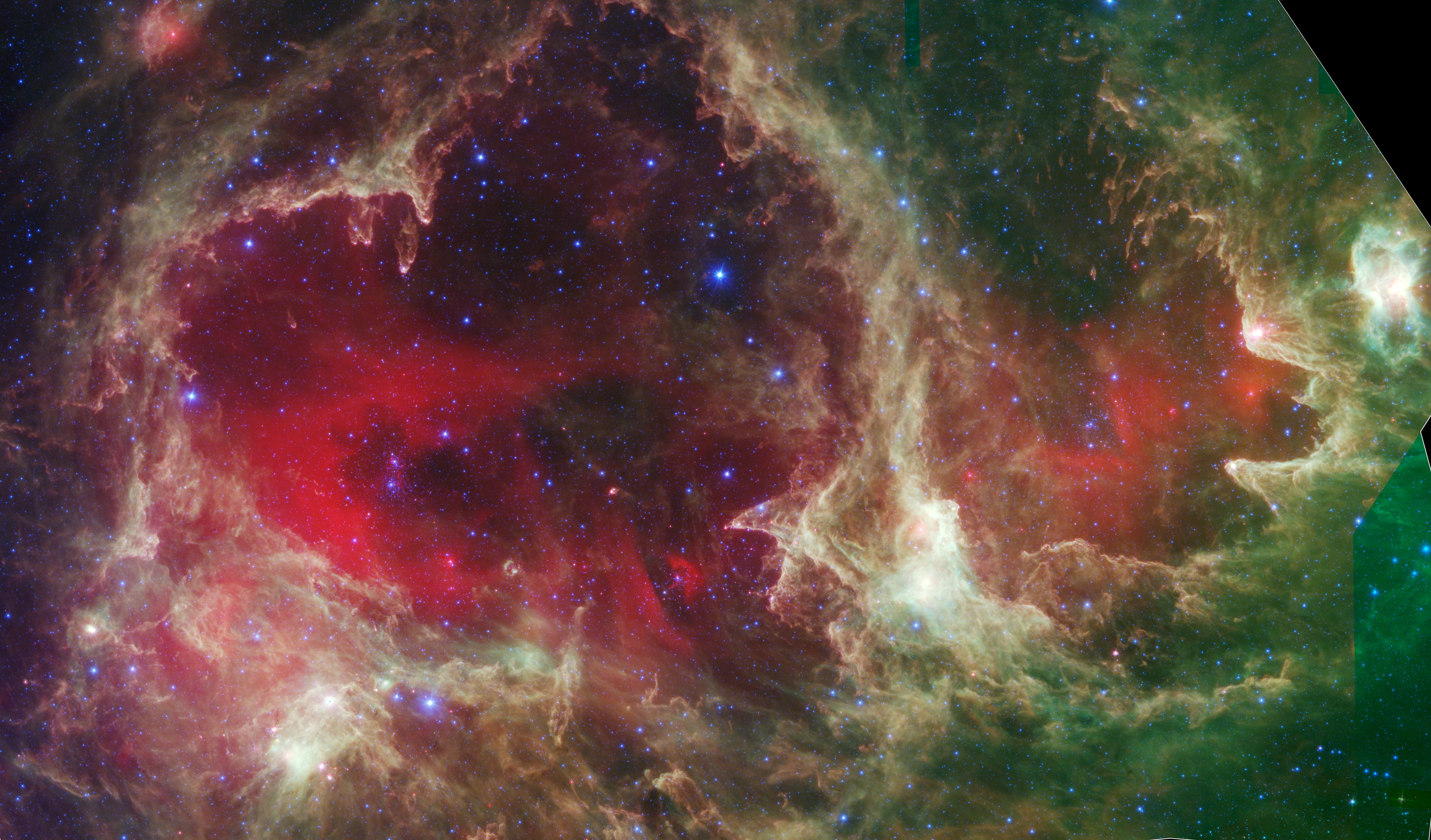
Gerações de estrelas podem ser vistas nesta imagem em infravermelho com o telescópio Spitzer da NASA.
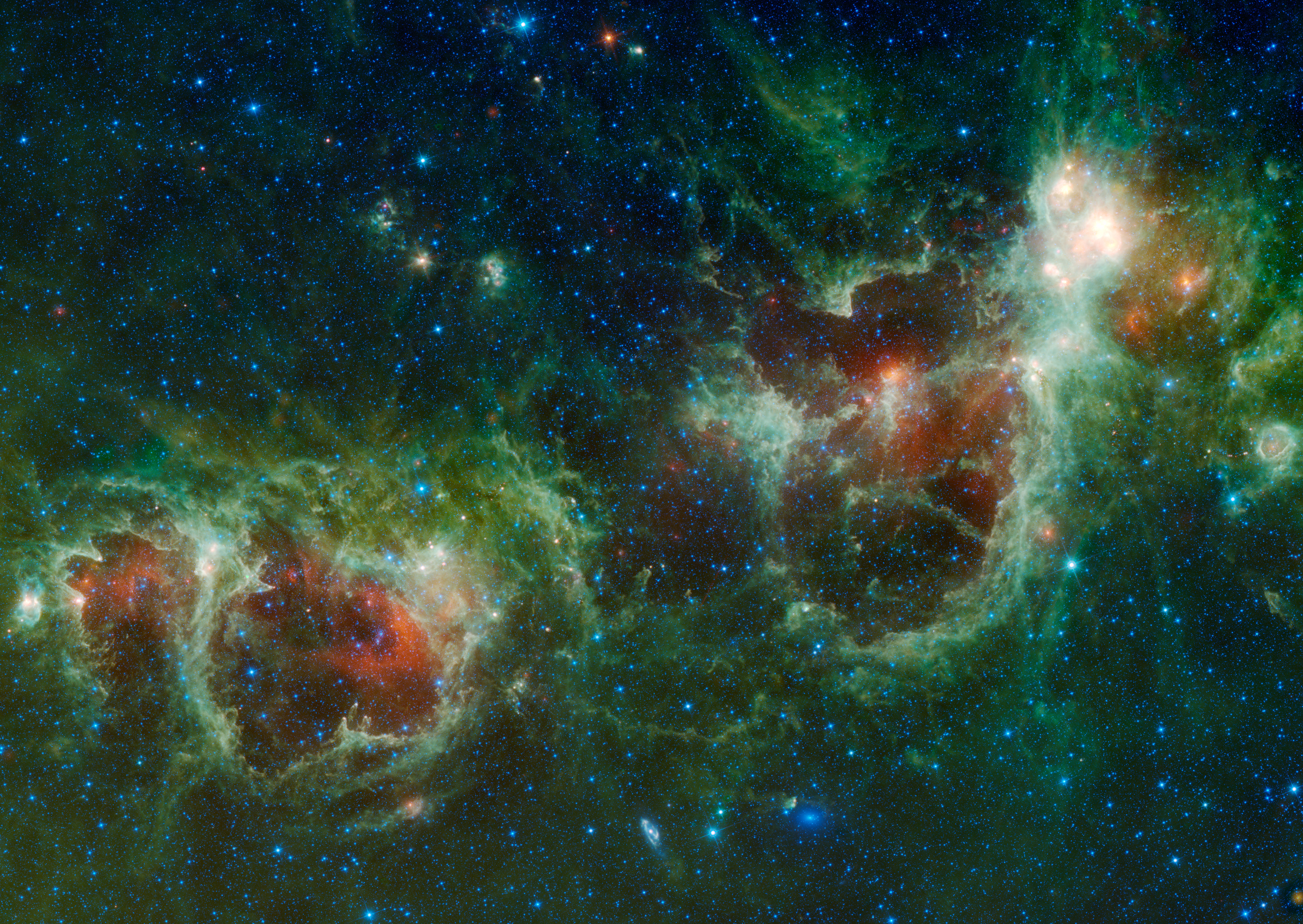
As nebulosas do Coração e da Alma são vistas nesse mosaico infravermelho do telescópio WISE da NASA.